# نهائي كأس إيطاليا 2003
نهائي كأس إيطاليا 2003 هي المباراة النهائية من منافسة كأس إيطاليا 2002–03، أقيمت المباراة في 2003، بين فريقي نادي روما، وإيه سي ميلان، وفاز فيها إيه سي ميلان، بعد أن هزم نادي روما، بنتيجة 3 - 6.

## تفاصيل المباراة
لعبت المباراة النهائية في 2003.
| نادي روما | 3 -6 | إيه سي ميلان |
| --------- | ---- | ------------ |
|           |      |              |